# Червиньск-над-Вислон (гмина)
Червиньск-над-Вислон (пол. Czerwińsk nad Wisłą) — сельская гмина (волость) в Польше, входит как административная единица в Плоньский повет, Мазовецкое воеводство. Население — 7926 человек (на 2004 год).

## Демография
| Перепись                       | Всего   | Всего | Женщины | Женщины | Мужчины | Мужчины |
| ------------------------------ | ------- | ----- | ------- | ------- | ------- | ------- |
| Единицы                        | человек | %     | человек | %       | человек | %       |
| Население                      | 7926    | 100   | 3981    | 50,2    | 3945    | 49,8    |
| Плотность населения (чел./км²) | 54,3    | 54,3  | 27,3    | 27,3    | 27      | 27      |

## Сельские округа
1. Новы-Богушин
2. Стары-Богушин
3. Хоцишево
4. Червиньск-над-Вислон
5. Гарволево
6. Гаважец-Дольны
7. Гаважец-Гурны
8. Голавин
9. Говорово
10. Гродзец
11. Яниково
12. Карнково
13. Комсин
14. Кухары-Скотники
15. Лбово
16. Мёнчин
17. Мёнчинек
18. Небожин
19. Осек
20. Парлин
21. Нове-Пшибоево
22. Старе-Пшибоево
23. Нове-Радзиково
24. Радзиково-Сцалёне
25. Старе-Радзиково
26. Рашево-Дворске
27. Рашево-Влосчаньске
28. Рогушин
29. Селец
30. Стобецин
31. Вильковуе
32. Вилькувец
33. Воля
34. Вулька-Пшибуевска
35. Выхудзьц
36. Зарембин
37. Здзярка

## Соседние гмины
1. Гмина Брохув
2. Гмина Леонцин
3. Гмина Нарушево
4. Гмина Вышогруд
5. Гмина Закрочим
6. Гмина Залуски